# Латышский национальный костюм

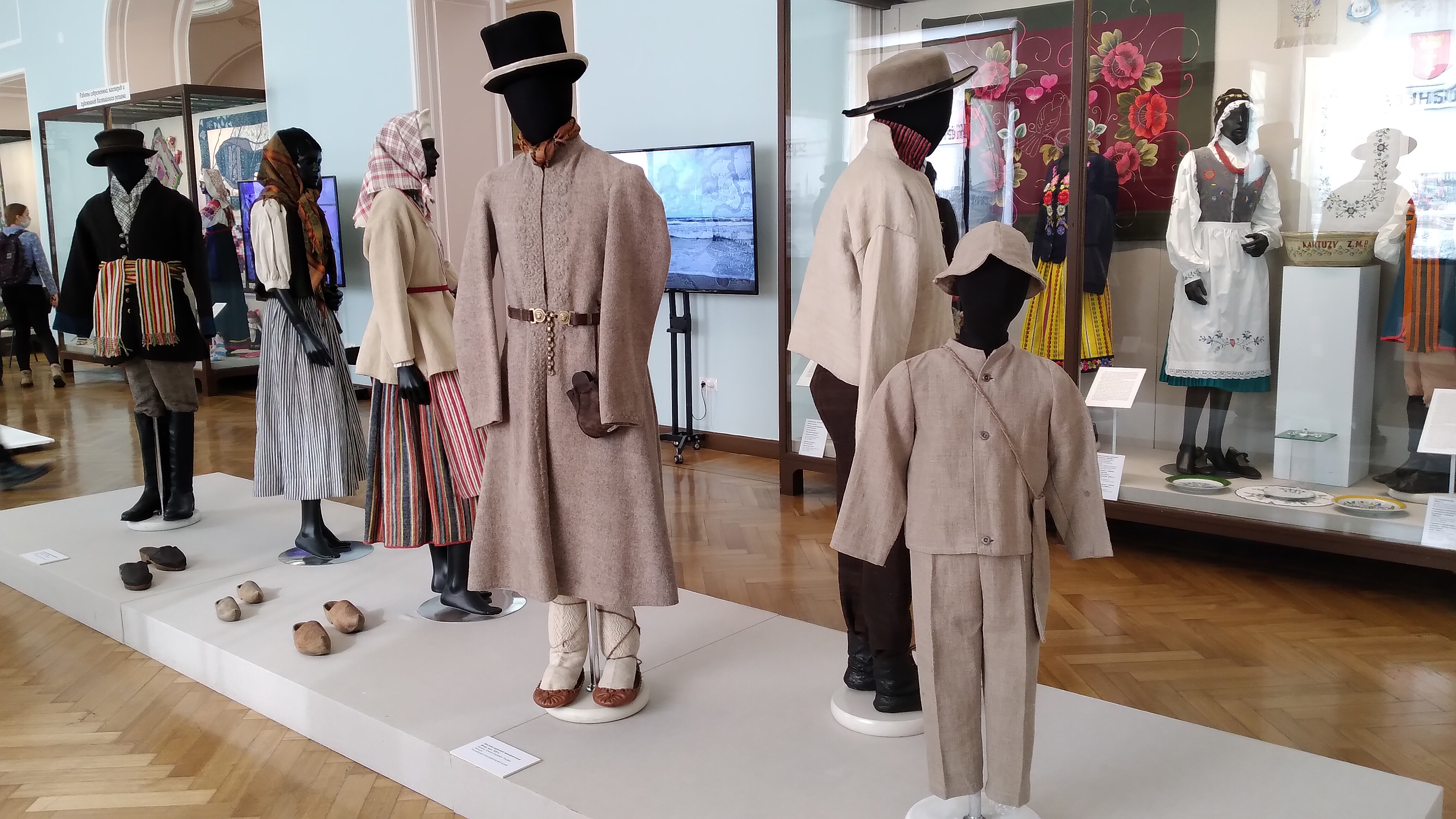
Праздничные костюмы из Руцавы конца XIX века, из собрания Российского этнографического музея

Латышский национальный костюм — комплекс одежды, характерный для латышского народа, являющийся неотъемлемой частью его культуры и различающийся в зависимости от местности.
В древности латышские костюмы адаптировались к климатическим условиям. Зимние и летние костюмы различались по толщине ткани. Для окрашивания шерстяных тканей использовались натуральные растительные красители. На основе исследования исторических условий и этнографического материала латышские народные костюмы объединены в пять народных костюмированных комплексов, в их число входят несколько локальных вариантов — региональных народных костюмов, которые сформировались в определённых исторических условиях к середине XIX века.
При изготовлении народных костюмов следует искать инструкции в книгах по народному искусству, которые не всегда есть в наличии, или у немногих специалистов в этом искусстве, которые не всегда доступны. Следствием этого является создание этнографически некорректных костюмов, в которых смешиваются характеристики костюмов из разных регионов, цветовые гармонии и ношение несоответствующих аксессуаров костюмов.

## История

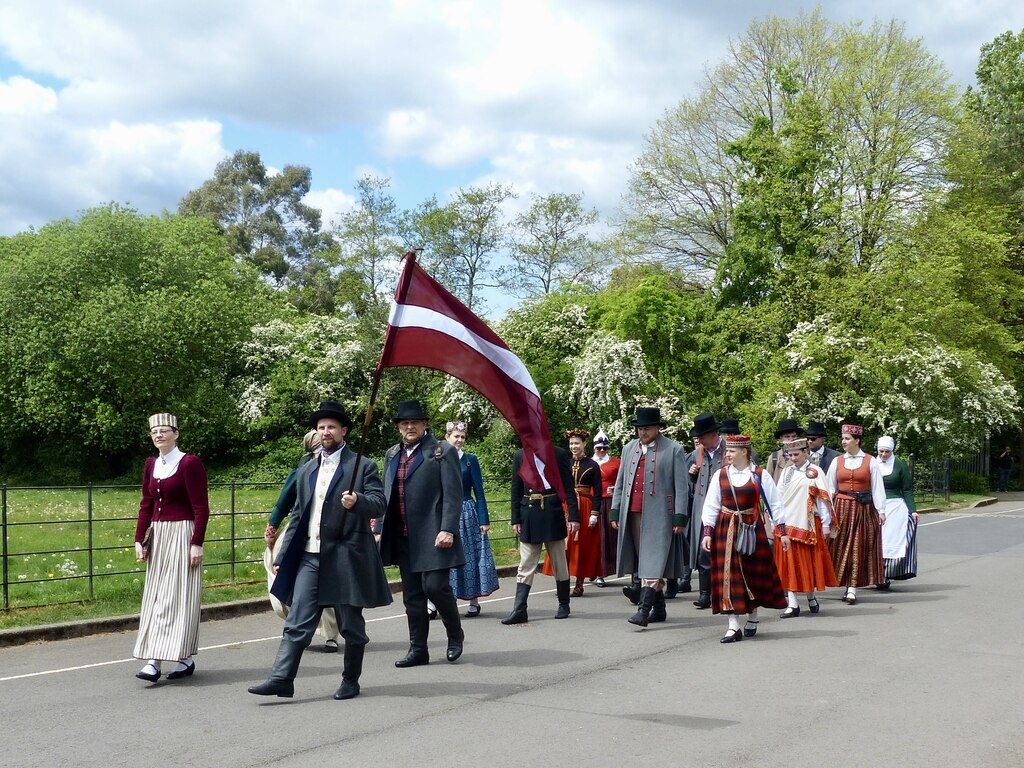
Участники из Латвии на фестивале ансамблей народной музыки в Великобритании, 2022 год

Археолог и исследователь древности Валдемарс Кинтерс считал, что «латышские костюмы являются самым ярким и разнообразным памятником культуры Латвии». Дайны свидетельствуют, что повсюду в жизни древних латышей костюм всегда играл важную роль и создавался с особой гордостью и глубоким чувством прекрасного. Костюмы создавались самими носителями с большой серьёзностью и богатой изобретательностью, они рассказывали о характере, социальном и семейном статусе носителя костюма. В древности дочери учились искусству шитья народных костюмов у своих матерей, новое поколение — у старших, иногда также применяя со своей стороны новую изобретательность. Однако основная идея и смысл костюма оставались неизменными на протяжении десятилетий и веков.
Археологические находки позволяют отследить эволюцию предков современных латышей начиная с VI в. н. э. Женская одежда состояла из льняной рубахи, шерстяной юбки, наплечного покрывала виллайне и головного убора; мужская — из льняной и шерстяной рубахи, штанов и шапки. Обувью служили лапти или кожаные постолы.
В период с XIV по XVII века основные элементы латышской одежды практически не изменялись. Закрепощение крестьян-латышей в XVI веке способствовало появлению местных (региональных) вариантов народного костюма. В условиях натурального хозяйства женщины шили одежду из домотканых шерсти и льна.
Впоследствии техника изготовления одежды, материалы, крой одежды и композиция декора частично изменились. Одежда стала более насыщенной по цветовой гамме, добавились новые компоненты — корсажи, жакеты, фартуки, различные головные уборы.
Во второй половине XIX века на народные костюмы начала влиять городская культура, и они постепенно были заменены общеевропейской городской одеждой. Сначала она носилась зажиточными крестьянами, подражавшим богатым горожанам и помещикам, впоследствии проникнув во все слои деревенского общества. Однако и эта одежда приобрела определённые относительно устойчивые формы. Так, широко распространились клешенные юбки из серой или чёрной ткани с тёмными горизонтальными полосами вдоль нижнего края, блузки из однотонной или цветастой хлопчатобумажной ткани, обладавшие длинными или полудлинными рукавами, а в холодную погоду — облегающие фигуру шерстяные кофты со складками на бедрах и в верхней части рукавов.
На Втором латышском празднике песни в 1880 году выступления участников хора из села Тырза в народных костюмах вызвали большой интерес, а идея о том, что народный костюм может быть сценической одеждой хористов, получила более широкое распространение на III Празднике песни. Не особо прислушиваясь к суждениям «господ из Риги», певцы пришли на фестиваль с украшениями своих матерей и бабушек, а также с интересными костюмами, которые надевались лишь в редкие моменты жизни. Именно эти певцы сохранили древние традиции до того времени, когда вопрос народных костюмов уже был основательно исследован.
В это время некоторые художники начинают создавать стилизации латышского народного костюма. Так, в состав комиссии по народным костюмам был приглашён популярный художник Юлий Мадерниекс, который искал новые пути в народном костюме, пытаясь осовременить его, используя элементы модерна. Однако такие модернизации или присвоения были совершенно чужды аутентичному латышскому народному костюму, и уже тогда против них выступил автор более поздних «Латышских узоров» Рихард Зариньш. В итоге подобные стилизации широкого распространения не получили.
Костюмы рабочих ещё в начале XX века содержали элементы народного костюма, поскольку многие из них были выходцами из деревни. Тем не менее, уже ко времени советского режима какие-либо различия городского и сельского костюма стёрлись окончательно. Однако непосредственно народный костюм до сих пор носится участниками народных ансамблей и певческих коллективов.

## Основные компоненты

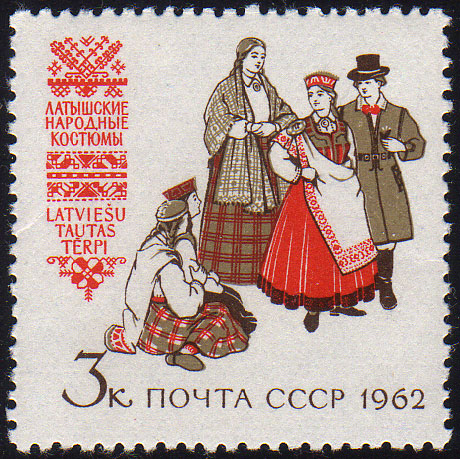
Латышские национальные костюмы на почтовой марке СССР (1962 г.)

### Мужская одежда
- Рубаха — туникообразного покроя, скалывалась у шеи маленькой гладкой пряжкой. На востоке Латвии либо украшались небольшим браным узором, либо не украшались вовсе.
- Штаны — доходили до щиколотки, одного цвета с кафтаном или клетчатые.
- Шейный платок — проник в середине XIX века. Ношение шейных платков было более распространено на западе Латвии, нежели на востоке.

### Женская одежда
- Рубаха — также преимущественно туникообразного покроя, за исключением Аугшземе. Также скалывалась пряжкой у шеи.
- Юбка
- Виллайне — наплечная накидка.
- Сакта — фибула.

### Верхняя одежда
- Кафтан — основная верхняя одежда, мужские были различной длины, женские были короче мужских. По цвету мужские кафтаны были чаще всего белыми, также изготовляли густо-синие и тёмно-серые. Старинные образцы обладали низким стоячим воротником либо вовсе были без него. Кафтан опоясывался вязаным или тканым поясом.
- Шуба — изготовлялась из овчины, служила зимней одеждой.

### Обувь
- Лапти (латыш. vīzes) и постолы (латыш. pastalas) — основная обувь до начала XIX века.
- Туфли
- Сапоги — изначально носились зажиточными крестьянами и горожанами.
- Носки — носились с обувью, обладали богатым цветным отворотом. Мужчины носили носки, заправляя в них концы штанов.

### Головные уборы
- Наматс (латыш. nāmats) — плат, наматывавшийся на голове, головной убор замужних женщин Аугшземе.
- Ратене (латыш. ratene) — чёрная или серая мужская шляпа, носившаяся по праздникам.

### Аксессуары
- Перчатки — брались на улицу в любое время года, в тёплую погоду затыкаясь за пояс.

## Региональные варианты
Латышские национальные костюмы различаются в соответствии с национальным развитием, экономическими условиями и внешними влияниями. В некоторых районах формирование костюмов прекратилось в XVI веке (как например, в Крустпилсе), в других продолжалось до XIX века. Региональные варианты различаются способом пошива, покроем одежды, составом узоров, цветовым решением и традициями их ношения. В большинстве своём задокументированные этнографией варианты народных костюмов датируются XVIII—XIX веками. Основным источником их исследований являются собранные во время экспедиций материалы и образцы, хранящиеся, в том числе и в собрании Латвийского исторического музея. Большой вклад в изучение региональных вариантов народного костюма внесла учёный Мирдза Слава.
Как уже упоминалось выше, на основе этнографических данных выделяют пять общих комплексов вариантов народных костюмов, связанных прежде всего с племенным разделением балтов-предков современных латышей, а также финно-угорского народа ливов, ныне практически ассимилированного с латышами. Женская одежда отличалась в зависимости от региона сильнее, нежели мужская.

### Курземе
Костюмы этой области дольше всех носились в быту: так, в Ницской, Бартской, Руцавской и Алсунгской волостях сохранялся вплоть до первой четверти XX века, а женский в некоторых районах — до середины XX века.
Мужские кафтаны запада Латвии (Ница, Барта, Руцава) были более богато украшены, нежели с востока. Алсунгские кафтаны были чёрного цвета.
Женский костюм состоял из украшенной рубахи, юбки с яркой красочной гаммой, густо-синих виллайне, вышитых металлическими линиями; металлического пояса, и металлического или тканого на твердом каркасе венца, вышитого бисером.

### Земгале
На востоке Латвии, не только в Земгале, но и Аугшземе, мужские кафтаны изготовлялись из светло-серой или белой шерстяной ткани.
Земгальский женский костюм состоял из туникообразной рубахи с наплечниками или без них, со своеобразной белой вышивкой; клетчатой или полосатой юбки с особым браным («цветочным») узором; виллайне с богатой тканой каймой и без вышивки. Головным убором служил шелковый платок, который замужние женщины завязывали под подбородком, а девушки — сзади.

### Латгалия

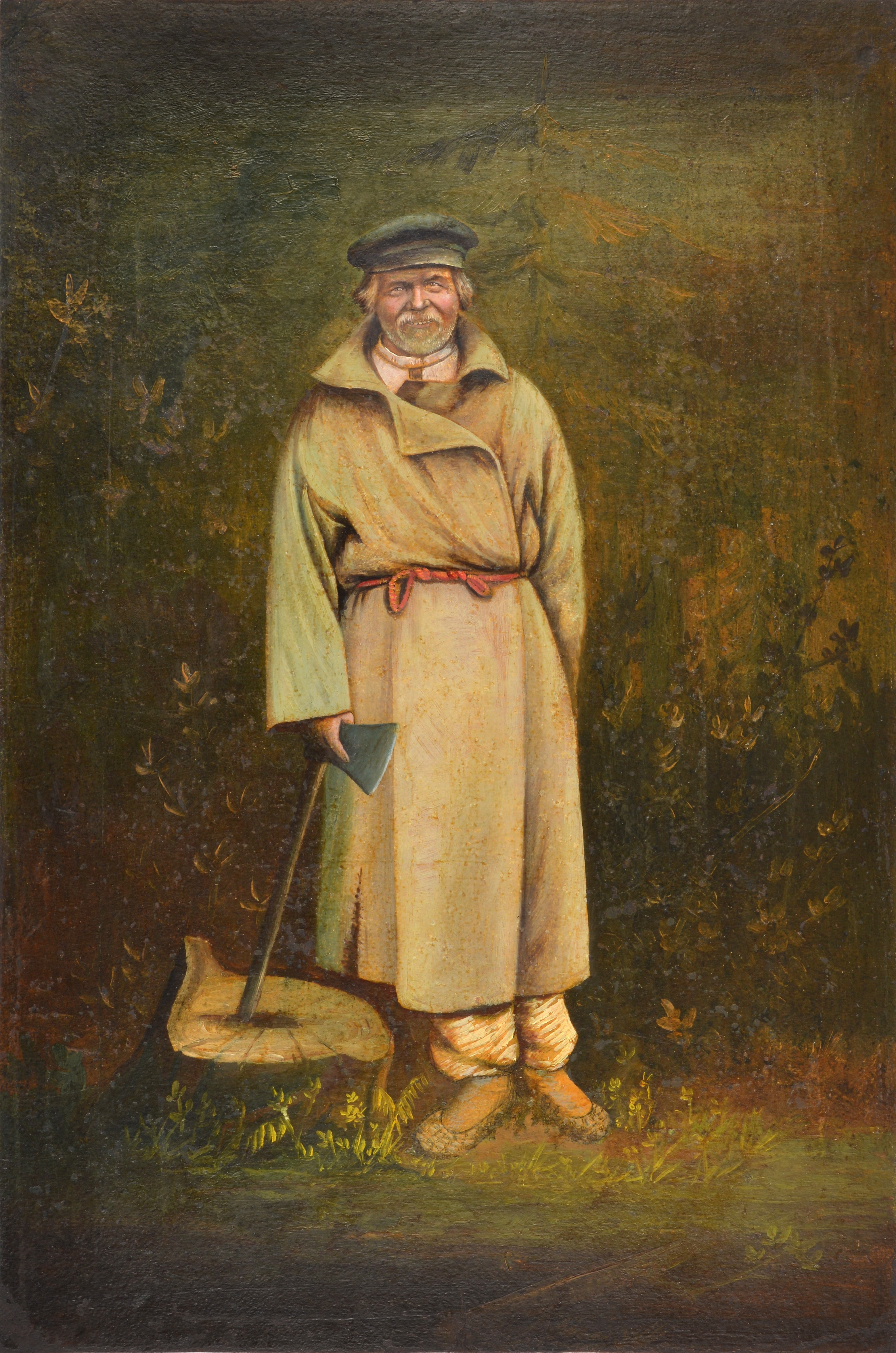
Народный костюм Резекненского края

Латгальский костюм испытал сильное влияние одежды соседей — русских, белорусов и поляков.
Женский латгальский костюм состоял из туникообразной рубахи с нашитыми наплечниками с красным браным узором или красной вышивкой, клетчатой юбки (на севере Латгалии юбка была белой), виллайне крутспилсского типа, но с сине-зеленой цветовой гаммой, также широко были распространены «снатене» (латыш. snātene) — плечевые покрывала.. Головным убором девушек служил красный венок, вышитый бисером, а замужних женщин — полотенчатый головной убор (латыш. galvas auts).

### Видземе
Женский костюм этой области состоял из туникообразной рубахи с нашитыми наплечниками, (а в восточной части — прямыми плечевыми вставками), украшенной мережкой из белых ниток (в отдельных случаях — на востоке Видземе — воротник украшлся цветной вышивкой); юбки в продольную полоску или клетку, в отдельных районах — с пришитым лифом; и белой виллайне, в некоторых районах с богатой вышивкой (например, крустпилсский тип). Девичим головной убор служил красный венок, вышитый стеклянным бисером, на севере Видземе — красные шерстяные ленты для волос. Головным убором замужних женщин служили белые вышитые чепцы башнеобразной формы, а зимой — шапки.
Мужские кафтаны из окрестностей Мазсалацы и Алуксне отличаются особым богатством отделки.

### Аугшземе(Селия)
В целом, несмотря на то, что отдельные элементы этого комплекса обнаруживают сходство с латгальским, видземским, а в иных случаях — земгальским комплексами, в целом аугшземский комплекс народного костюма является самобытным. Самая главная особенность аугшземского женского костюма является рубаха с прямыми поликами (лишь на границе с Видземе встречались туникообразные рубахи), рубахи украшались цветной, как правило, красной вышивкой. Юбки были в клетку или со светлыми полосами и крапинками, получавшимися при тканье благодаря особому способу окраски пряжи. По праздникам поверх юбки носили передник.